# Berylliumchloride
Berylliumchloride (BeCl2) is een extreem giftige anorganische verbinding van beryllium en chloor.
In 1828 slaagden zowel Friedrich Wöhler als Antoine Bussy er onafhankelijk van elkaar in om (onzuiver) beryllium te bereiden door reductie van berylliumchloride met kalium.

## Synthese
Berylliumchloride kan bereid worden door reactie van berylliumoxide, koolstof en dichloor bij 800°C (een zogenaamde carbothermische reductie):
{\displaystyle {\ce {BeO + C + Cl2 -> BeCl2 + CO (^)}}}
Een alternatieve methode is de rechtstreekse synthese van de samenstellende elementen:
{\displaystyle {\ce {Be + Cl2 -> BeCl2}}}
Een variant hierop is de reactie van beryllium met zoutzuur:
{\displaystyle {\ce {Be + 2HCl -> BeCl2 + H2}}}

## Structuur en eigenschappen
Naar verluidt heeft een oplossing van berylliumzouten een zoetige smaak, vandaar dat dit element een tijd de naam glucinium heeft gedragen (van het Griekse glykys, wat zoet betekent). De vroege chemici die dit gemeld hebben deden dat echter stervend: berylliumverbindingen als deze zijn namelijk extreem giftig.
Berylliumchloride is een covalente verbinding met een polymere ketenvormige structuur, waarbij ieder berylliumatoom tetraëdrisch omringd is door vier chlooratomen. De chlooratomen doen dienst als brug tussen de berylliumatomen. De bindingssterkte tussen beryllium en chloor is bijzonder groot.
In de gasfase komt berylliumchloride voor als monomere en dimere BeCl2-eenheden. De elektrondeficiënte aard van beryllium wordt door een partieel dubbelbindingskarakter gereduceerd:
De bindingslengte in de monomeren bedraagt 170 pm.
Berylliumchloride is oplosbaar in onder andere ethers en alcoholen, waarbij adducten gevormd worden.

## Reactiviteit
Berylliumchloride is - in afwezigheid van vocht, water of vochtige lucht - stabiel. In water hydrolyseert het zeer makkelijk tot berylliumhydroxide en zoutzuur:
{\displaystyle {\ce {BeCl2 + 2H2O -> Be(OH)2 + 2HCl}}}
Formeel kan de hydrolyse als volgt begrepen worden:
{\displaystyle {\ce {BeCl2 + 4H2O <=> [Be(H2O)4]^2+ + 2Cl-}}}
{\displaystyle {\ce {[Be(H2O)4]^2+ + H2O <=> H3O+ + [Be(H2O)3(OH)]+}}}
Berylliumchloride vormt dus gemakkelijk hydraten, waaronder een tetrahydraat.

## Toepassingen
Berylliumchloride wordt gebruikt als lewiszuur en kan in sommige organische reacties als katalysator optreden, waaronder in de Friedel-Crafts-alkylering.